# Адарнасе I
Адарнасе I Багратуниани (Багратиони), он же Артнерсерх I Багратуни (груз. ადარნასე I, арм. Ատրներսեհ I) — был дворянином из Картли (современная Грузия), князём Тайка (780-807) конца VIII века и является родоначальником грузинской царской династии Багратионов, образовавшейся из династии Багратуни.

## Биография
Он утвердился в Тао-Кларджети как вассал династии Хосроидов из Картли и, в порядке наследования, приобрел больше земель, подготовив почву для возвышения династии Багратионов — в лице его сына Ашота I куропалата.
Артнерсех, вместе со своим отцом покинули Армению, и следовательно Армянскую Апостольскую Церковь, перешли в Грузинскую Православную Церковь, где он принял крещение под именем Адарнасе, после неудачного восстания против арабов в 775 году.
Важность религиозного фактора в этот период можно оценить благодаря сведениям армянского историка XIV–XV вв. Товма Мецопеци.
Он писал о происхождении грузинских Багратидов:
они были царями после Аршакунидов… после они бежали в Грузинскую землю, и отреклись от истинной веры, и стали халкедонитами.Товма Мецопеци
Современными исследователями, и в, частности, армянским академиком Яковом Амазасповичем Манандяном, было установлено следующее:
Не говоря о Ширакской ветви Багратидов, заслуживает упоминания Кларджская или Артануджская ветвь этого дома. Дядя Ашота IV Мсакера, Васак II, бежавший после восстания 775 года в Кларджетию, основал здесь Артануджское царство. Преемникам его удалось расширить границы своих владений и завладеть Колавером и Ардаганом. Впоследствии, распространяясь на северо-восток по долине реки Куры, они завладели постепенно всей Грузией и здесь они стали основателями новой династии - грузинских Багратидов, они же Багратионы.Яков Амазаспович Манандян, народные восстания в Армении против арабского владычества

## Этимология имени
Имя Адарнасе происходит от среднеперсидского Ādurnarsēh, а второй компонент слова (Нерсеh) является грузинским заимствованием среднеперсидского имени Narseh, которое в конечном итоге происходит от авестийского nairyō.saŋya- .
Среднеперсидское имя Нарсе также существует в грузинском языке как Нерсэ.
Имя Ādurnarsēh появляется на армянском языке как Atrnerseh (Артнерсех).

## Происхождение
Раннесредневековая грузинская летопись «История царя Вахтанга Горгасали», приписываемая эриставу и историку Джуаншеру Джуаншериани, повествует, что князь (мтавари) Адарнасе пришел к грузинскому правителю Арчилу из династии Хосроидов и попросил земли, согласившись, в свою очередь, быть его вассалом. Ему пожалованы даны Шулавери и Артани (современный Ардахан, Турция). Согласно тому же отрывку, Адарнасе был потомком царя-пророка Давида. Однако в действительности армянская знать не имела еврейской крови в своих жилах
Знаменитый и крупнейший армянский историк V века, Мовсес Хоренаци, в своем труде «История Армении» утверждал, что род Багратуни происходят от плененного знатного еврея по имени Шамбат, ставшего сатрапом Армении при персидском царе Артаксерксе I (V век до н. э.),
Этот назван Храчеа из-за особенно светлого лика и огненных очей. Говорят, что в его время жил Навуходоносор, царь Вавилона, уведший в плен иудеев. И он, говорят, выпросил у Навуходоносора одного из пленных иудейских вождей, по имени Шамбат, привел его и поселил в нашей стране, с большими почестями. Летописец утверждает, что именно от него происходит род Багратуни, и это правда. Мы потом обстоятельно расскажем, каких усилий стоило нашим царям склонить их к идолопоклонству, или сколькие из них и кто именно поплатились жизнью за богопочитание. Ибо некоторые не заслуживающие доверия люди произвольно, не считаясь с истиной, утверждают, что твой венцевозлагающий род Багратуни происходит от Хайка. По этому поводу скажу: не верь подобным глупостям, ибо в этих словах нет ни следа или признака правды, ни отдаленного намека на нее; они только и бубнят пустые речи и разные нелепицы про Хайка и про подобных ему. Но узнай, что твое имя Смбат, которым Багратуни часто нарекают своих сыновей, это, по-настоящему, на их прежнем, то есть иудейском языке — Шамбат.Мовсес Хоренаци, история Армении
Что по версии историка Рафаэля Матевосяна не является действительностью:
Матевосян считает вероятным, что название рода Багратуни должно было происходить от имени богини Багбарту.
Более того, Р. Матевосян, помимо предположения о возможном существовании династии Багратуни в урартский период, также сослался на рассмотрение происхождения правящей династии Багратуни, излагая известные арменистике точки зрения в хронологической последовательности.

В результате исследования этого историка еврейское происхождение Багратуни полностью отрицается, и Шамбат, как предок Багратуни также считается маловероятным, потому что Багратуни в таком случае назывались бы «Шамбатуни» вместо «Багратуни», по имени прародителя.
Однако данные историографии указывают о существовании рода Багратуни с древнейших времён, и речь идёт именно о коренных жителях Армении. Лингвистический анализ также подтверждает, что имя Багарат скорее всего имеет арийское происхождение: от bhag = бог и arat = обильный, дословно «богообильный».
Любопытно, что и сам князь Багратуни отверг версию Хоренаци.
Армянское происхождение Багратидов утверждается и в сообщении, более древнем, чем Хоренаци, а именно сирийского летописца III-IV вв. н.э. Мар Абас Катины, жителя армянского города Мцурна. Академик С. Еремян заключил из сопоставления этих источников, что Шамбат - герой «Истории» Хоренаци может быть идентифицирован с Багратом Фаразяном у Мара Абаса и что он был современником Трдата I Аршакуни. Он был одним из первых армян - христиан и возглавлял армянских нахараров, нашедших убежище в Мцбине (во время армяно-парфяно-римских войн). Этот же Баграт в качестве венцевозлагателя участвовал в церемонии коронации Трдата. Венцевозлагательство издавна было почетным правом Багратуни. Как отмечалось, родоначальником Багратуни долгое время считался стратег Тиграна II - Баграт (он же Багадат).
Однако сейчас он должен значиться лишь одним из представителей рода, поскольку известен более «ранний» и бесспорный Багратид - венцевозлагатель Арташеса I (189-160 гг. до н.э.) - Багратид Никефор, сын Ахшахрсартра.

## Предки
Отцом Адарнасе являлся Васак Багратуни (ум. между 772 и 775 г.), князь из Армении (Тарона).
Предками Адарнасе по материнской линии также являются Гуарамиды, являвшиеся младшей ветвью царской династии из Иберии — Хосроидов, рода, из которого происходил Вахтанг Горгасали.
Адарнасе также являлся прямым потомком по мужской линии аспета (венценалогателя) Смбата I Багратуни, находясь от него в 17-м поколении.

## Семья

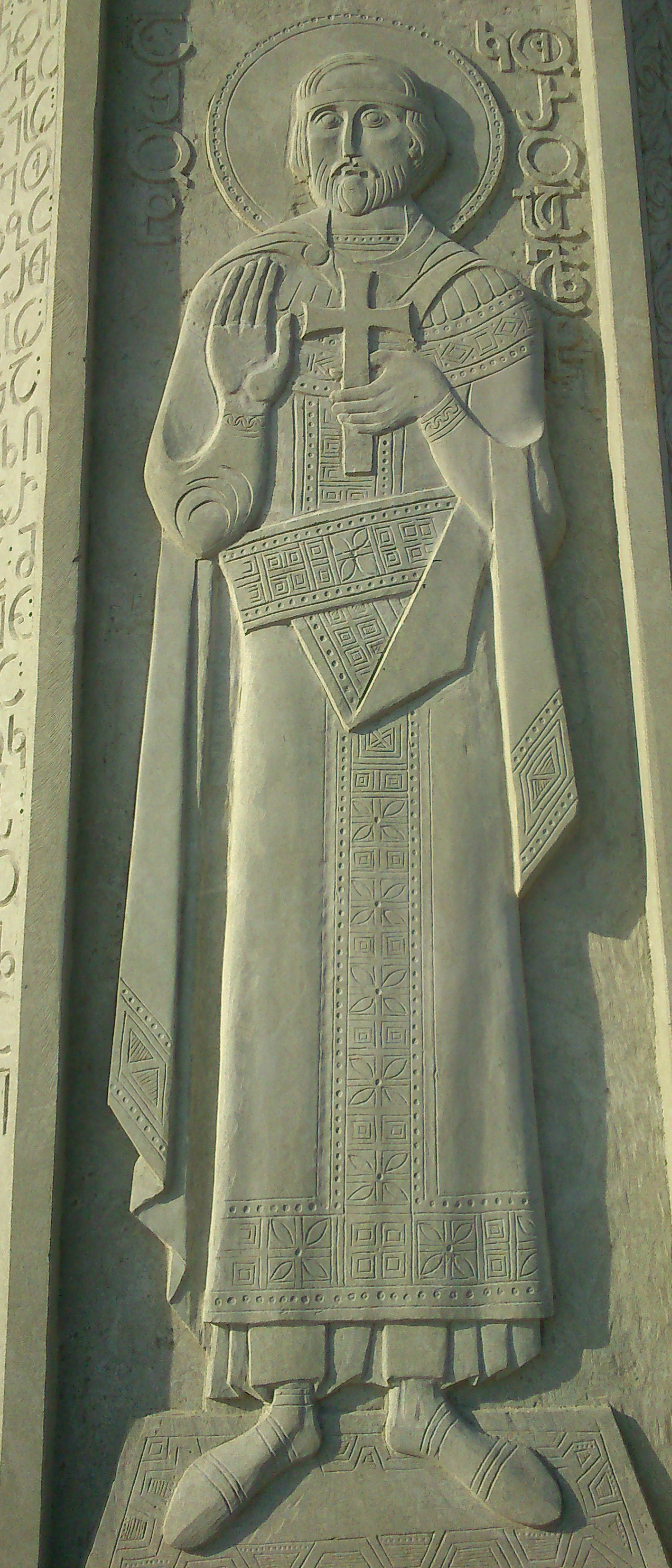
Ашот I куропалат, сын Адарнасе Багратуниани

Адарнасе был женат на дочери князя Картли из рода Нерсианидов, от которой у него было двое детей.
- Его сын, Ашот, сменил его в Тао-Кларджети и стал первым Багратионом, который стал правящим князем Иберии.

1. Согласно Картлис Цховреба, у Адарнасе также была дочь Латаври. Она вышла замуж за Джуаншера, сына того же царя Арчила, от которого Адарнасе получил землю и протекторат.

Мать Джуаншера изначально была против брака, как утверждает летопись, из-за незнания того, что род Багратионов (по легенде) являлись потомками библейского царя Израиля, Давида. Этот династический союз позволил Адарнасе и его потомкам еще больше расширить свои владения и закрепить за своим родом права и серьезные претензии на грузино-армянскую территорию.
Территориальные владения Арчила Хосровиани были разделены между тремя наследниками; Джуаншер эристав был одним из них. Когда Джуаншер умер (около 806/807 года), Адарнасе унаследовал третью часть земель Джуаншера через свою дочь, и объединил ее с землями, приобретенными при жизни его зятя, тем самым заложив основу наследственной вотчины грузинских Багратионов в Тао-Кларджети и Джавахети.  
Латаври, и ее покойный отец, Адарнасе, были увековечены в грузинской надписи в Кабенском монастыре, близ Ахалгори.